# Miss Mundo 2024
O Miss Mundo 2024 foi a 71.ª edição do concurso de beleza Miss Mundo. A final aconteceu em Mumbai, Índia, em 9 de março de 2024, quando a Miss Mundo 2021-2022, Karolina Bielawska, coroou como sua sucessora Krystyna Pyszková, da República Tcheca.  

## Antecedentes

### Escolha das candidatas
A primeira candidata eleita para o concurso foi a Miss Nicarágua, em 22 de maio de 2021. A última eleita foi a Miss Nova Zelândia, escolhida no primeiro final de semana de fevereiro. 

### Escolha da sede

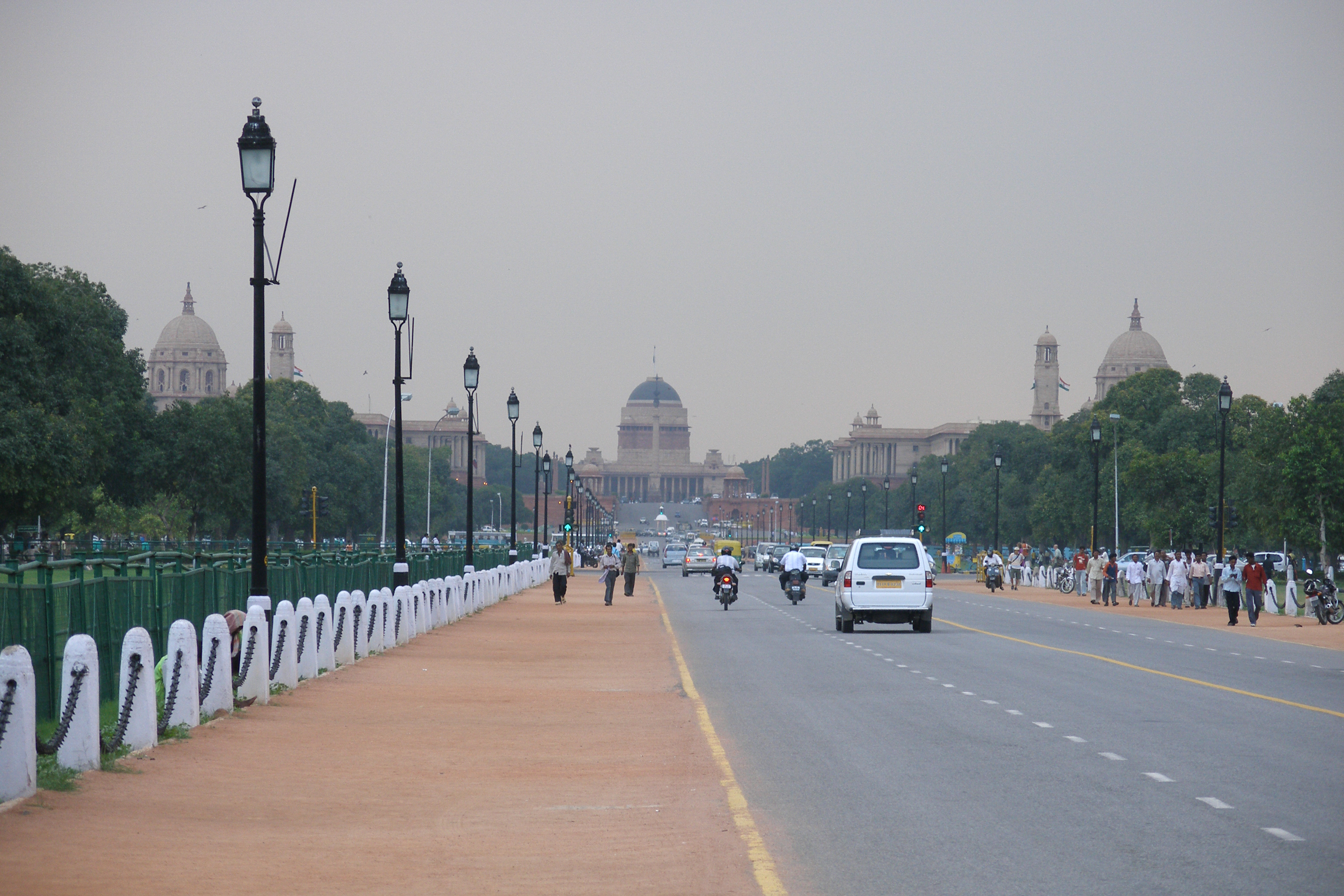
Nova Déli, uma das sedes

Em 13 de fevereiro de 2023 a presidente do Miss Mundo, Julia Morley, anunciou que a competição seria realizada nos Emirados Árabes Unidos em maio de 2023, mas quatro meses depois, em 8 de junho, a organização comunicou que a competência aconteceria no final do ano na Índia. Não foram dadas explicações sobre o motivo da troca do país, mas em outubro de 2023 diretores nacionais como Dahlia Harris, da Jamaica, confirmaram um novo adiamento, após rumores nas redes sociais. A MWO por fim avisou oficialmente no final de outubro que o concurso aconteceria no dia 09 de março em Mumbai, na Índia, com algumas atividades acontecendo também em Nova Déli.    

### Novos parceiros
Em final de 2022 foi anunciado que a MWO tinha um novo sócio, Dipedra Gurung, um empresário britânico de origem nepalesa.   Brock Pierce, que na edição anterior havia produzido o concurso em Porto Rico e se envolvido numa polêmica com sua empresa Puerto Rico with a Purpose, também se tornou parceiro através da empresa Roundable, descrita como "uma rede de mídia descentralizada focada em notícias, política e criptografia". 

### Cronograma de atividades
Diversas provas preliminares classificatórias estão previstas, além da final. 
| Data  | Evento                     | Local                       | Cidade    |
| ----- | -------------------------- | --------------------------- | --------- |
| 20/02 | Festa de boas-vindas       | Hotel Ashok                 | Nova Déli |
|       | Prova Beleza com Propósito | Bharat Mandapam             | Mumbai    |
| 23/02 | Desafio Head To Head       | Bharat Mandapam             | Mumbai    |
|       | Prova de Esportes          |                             | Nova Déli |
|       | Prova de Talento           |                             |           |
|       | Prêmio de Melhor Designer  |                             | Mumbai    |
|       | Prova de Top Model         |                             | Mumbai    |
|       | Desafio Multi-Media        |                             |           |
| 09/03 | Red Carpet Special         | Jio World Convention Center | Mumbai    |
| 09/03 | Final                      | Jio World Convention Center | Mumbai    |

## Candidatas
Cerca de 120 candidatas são esperadas: 
| País/Territorio          | Candidata                         | Edad | Residencia         |
| ------------------------ | --------------------------------- | ---- | ------------------ |
| Albânia                  | Elona Ndrecaj                     | 22   | Tirana             |
| Angola                   | Florinda Amélia José              | 21   | Benguela           |
| Austrália                | Kristen Wright                    | 24   | Victoria           |
| Barbados                 | Ashley Carrington                 | 23   | Bridgetown         |
| Bélgica                  | Kedist Deltour                    | 26   | Nazareth           |
| Belize                   | Elise-Gayonne Mariliz Vernon      | 21   | Biscayne           |
| Bolívia                  | María Fernanda Rivero Arteaga     | 21   | Trinidad           |
| Bósnia e Herzegovina     | Anđela Gajić                      | 18   | Bania Luka         |
| Botswana                 | Lesego Chombo                     | 24   | Maun               |
| Brasil                   | Letícia Cézar Frota               | 20   | Manaus             |
| Bulgária                 | Kristiyana Yordanova              | 24   | Provadia           |
| Camboja                  | Sary Sovattey                     | 20   | Kratié             |
| Camarões                 | Julia Samantha Edima              | 27   | Ebolowa            |
| Canadá                   | Jaime Yvonne VandenBerg           | 25   | Lethbridge         |
| Cazaquistão              | Tomiris Kakimova                  | 24   | Astaná             |
| Chile                    | Ámbar Daniela Zenteno Santibáñez  | 27   | Santiago de Chile  |
| China                    | Xu Kexin                          | 20   | Heilongjiang       |
| Colômbia                 | Camila Andrea Pinzón Jiménez      | 28   | Duitama            |
| Coreia do Sul            | Kim Ri-jin                        | 23   | Incheon            |
| Costa do Marfim          | Mylène Djihony                    | 25   | Dimbokro           |
| Costa Rica               | Krisly Salas Delgado              | 24   | Alajuela           |
| Curaçau                  | Nashaira Belisa Balentien         | 25   | Willemstad         |
| Dinamarca                | Johanne Grundt Hansen             | 22   | Næstved            |
| Equador                  | Annie Cecilia Zambrano Campoverde | 24   | Salinas            |
| El Salvador              | Andrea Aguilar                    | 20   | San Salvador       |
| Escócia                  | Lucy Sophia Thomson               | 23   | Dunfermline        |
| Eslováquia               | Sophia Hrivňáková                 | 22   | Banská Štiavnica   |
| Eslovênia                | Vida Milivojša                    | 23   | Liubliana          |
| Espanha                  | Paula Pérez Sánchez               | 26   | Castellón          |
| Estados Unidos           | Victoria Josephina DiSorbo        | 25   | Pembroke Pines     |
| Estónia                  | Adriana Mass                      | 22   | Pärnu              |
| Etiópia                  | Rgat Afewerki Ybrah               |      | Adís Abeba         |
| Filipinas                | Gwendolyne Bolivar Fourniol       | 22   | Himamaylan         |
| Finlândia                | Adelaide Botty van den Bruele     | 27   | Sonkajärvi         |
| França                   | Clémence Botino                   | 26   | Baie-Mahault       |
| País de Gales            | Darcey Lauren Corria              | 21   | Barry              |
| Gana                     | Miriam Xorlasi Tordzeagbo         | 22   | Adidome            |
| Gibraltar                | Faith Torres                      | 21   | Gibraltar          |
| Grécia                   | Samantha Misovic                  | 19   | La Canea           |
| Guadalupe                | Marine Minos                      | 25   | Gourbeyre          |
| Guiné                    | Bamba Makia                       | 25   | Conakri            |
| Guiné-Bissau             | Mirla Ferreira Dabó               | 26   | Bisáu              |
| Guiné Equatorial         | Raquel Vanila Ondo Andeme         | 20   | Ebebiyín           |
| Guiana                   | Andrea Sophia Crystal King        | 25   | Georgetown         |
| Honduras                 | Yelsin Arely Almendárez Fortín    | 23   | Danlí              |
| Hungria                  | Boglárka Hacsi                    | 23   | Miskolc            |
| Ilhas Maurícias          | Liza Tracy Gundowry               | 24   | Port Louis         |
| Índia                    | Sini Sadanand Shetty              | 21   | Bombay             |
| Indonésia                | Audrey Vanessa Susilo             | 23   | Manado             |
| Inglaterra               | Jessica Ashley Gagen              | 26   | Skelmersdale       |
| Irlanda                  | Ivanna McMahon                    | 27   | Barefield          |
| Irlanda do Norte         | Kaitlyn Clarke                    | 26   | Belfast            |
| Ilhas Caimã              | Leanni Tibbetts                   | 25   | George Town        |
| Ilhas Virgens Britânicas | Xaria Davis Penn                  | 19   | Tórtola            |
| Itália                   | Rebecca Arnone                    | 20   | Turín              |
| Jamaica                  | Shanique Singh                    | 25   | Kingston           |
| Japão                    | Kana Yamaguchi                    | 24   | Toyama             |
| Quênia                   | Chantou Kwamboka                  | 24   | Kisumu             |
| Lesoto                   | Poelano Mothisi                   | 23   | Maseru             |
| Líbano                   | Yasmina Ismail Zaytoun            | 20   | Kfarchouba         |
| Libéria                  | Verolyn Veseh Vonleh              | 21   | River Cess         |
| Macau                    | Li Mengli «Angel»                 | 25   | Henan              |
| Madagáscar               | Antsaly Ny Aïna Rajoelina         | 24   | Analamanga         |
| Malásia                  | Wenanita Wences Angang            | 27   | Kuala Penyu        |
| Malta                    | Natalia Galea                     | 24   | Santa Venera       |
| Marrocos                 | Sonia Aït Mansour                 | 26   | Marrakech          |
| Martinica                | Axelle René                       | 22   | Le Robert          |
| México                   | Alejandra Díaz de León Soler      | 25   | San Luis Potosí    |
| Moldávia                 | Diana Spotarenko                  | 20   | Gagaúzia           |
| Montenegro               | Andjela Vukadinovic               | 22   | Tivat              |
| Namíbia                  | Leoné Renate van Jaarsveld        | 26   | Swakopmund         |
| Nepal                    | Priyanka Rani Joshi               | 24   | Katmandú           |
| Nicarágua                | Mariela Alexandra Cerros Espinoza | 25   | Ocotal             |
| Nigéria                  | Ada Joy Agwu Eme                  | 24   | Abiriba            |
| Noruega                  | Andrea Nesheim Farias             | 20   | Kristiansand       |
| Nova Zelândia            | Navjot Kaur                       | 27   | Auckland           |
| Países Baixos            | Amber Koelewijn                   | 17   | Bunschoten         |
| Panamá                   | Kathleen Pérez Coffre             | 22   | Changuinola        |
| Paraguai                 | Dahiana Ayelen Benítez Gatzke     | 20   | Encarnación        |
| Peru                     | Lucía Arellano Mori               | 28   | Iquitos            |
| Polónia                  | Krystyna Sokołowska               | 25   | Bialystok          |
| Porto Rico               | Elena Rivera Reyes                | 18   | Toa Baja           |
| Portugal                 | Catarina Ferreira                 | 24   | Lisboa             |
| Chéquia                  | Krystyna Pyszková                 | 23   | Třinec             |
| República Dominicana     | María Victoria Bayo Martínez      | 23   | Santo Domingo      |
| Senegal                  | Fatou Lamine L'eau                | 21   | Dakar              |
| Sérvia                   | Anja Radić                        | 20   | Belgrado           |
| Singapura                | Oh Wei Qi                         | 23   | Ciudad de Singapur |
| Somália                  | Bahja Mohamoud                    | 22   | Beledweyne         |
| Tailândia                | Tharina Botes                     | 26   | Phuket             |
| Tanzânia                 | Halima Ahmad Kopwe                | 23   | Mtwara             |
| Trinidad e Tobago        | Aché Abrahams                     | 23   | Santa Cruz         |
| Tunísia                  | Nesrine Haffar                    | 24   | Béni Khiar         |
| Turquia                  | Nursena Say                       | 24   | Estambul           |
| Uganda                   | Hannah Karema Tumukunde           | 20   | Nakaseke           |
| Uruguai                  | Tatiana Luna                      | 22   | Montevideo         |
| Venezuela                | Ariagny Idayari Daboín Ricardo    | 26   | Maracay            |
| Vietname                 | Huỳnh Nguyễn Mai Phương           | 23   | Đồng Nai           |
| Zâmbia                   | Natasha-Joan Mapulanga            | 26   | Lusaka             |